# Familie Nikolaus
Familie Nikolaus (jap. 森のトントたち, Mori no Tonto-tachi, dt. „Die Tonttu[-Wichtel] des Waldes“) ist eine Anime-Fernsehserie, die zwischen 1984 und 1985 produziert wurde. Die Geschichten basieren auf dem finnischen Buch The Story of Santa Claus.

## Handlung
Der Nikolaus und seine Frau wohnen zusammen mit dem Sekretär und seiner Familie in einem abgelegenen Haus in den finnischen Wäldern. In der Nähe befinden sich ebenfalls viele kleine Häuser, in denen sich Wichtel befinden, die dem Nikolaus bei der Produktion der Geschenke helfen. Ebenfalls im Dorf leben sieben Kinder, die gemeinsam mit der Familie Nikolaus viele Abenteuer erleben und die Weihnachtswelt entdecken.

## Produktion und Veröffentlichung
Die Serie wurde zwischen 1984 und 1985 in Japan produziert. Für die Produktion war Zuiyo Enterprise verantwortlich. Das Drehbuch stammt von Ryoko Takagi und Yoshihiko Yoshida und das Storyboard von Masakazu Higuchi und Norio Yazawa. Regie führte Masakazu Higuchi. Die Musik komponierte Takeo Watanabe, während das Vorspannlied Waku-waku Santa Claus und der Abspanntitel Chiisai maru ga hirogatte von Mitsuko Horie gesungen wurden.
Die Serie wurde erstmals vom 5. Oktober 1984 bis zum 1. Januar 1985 bei Fuji TV ausgestrahlt. Die deutsche Erstausstrahlung fand am 24. November 1993 auf RTL 2 statt. Weitere Ausstrahlungen erfolgten ebenfalls auf RTL 2 und Tele 5.

## Synchronisation
| Charakter                   | Japanischer Sprecher (Seiyū) | Deutscher Sprecher |
| --------------------------- | ---------------------------- | ------------------ |
| Erzähler                    | Yuri Nashiwa                 | Hans Paetsch       |
| Nikolaus/Joulupukki         | Kōsei Tomita                 | Gottfried Kramer   |
| Frau Nikolaus (Maria)/Muori | Miyoko Asō                   | Ursula Vogel       |
| Elisa                       | Hiromi Tsuru                 | Monika Barth       |
| Eluki                       | Hirotaka Suzuoki             | Günter Lüdke       |
| Korinna                     | Hitomi Oikawa                | Traudel Sperber    |
| Marita                      | Mayumi Tanaka                | Reinhilt Schneider |
| Herr Belutti                | Yuu Shimaka                  | Lothar Grützner    |
| Frau Belutti                |                              | Micaëla Kreißler   |
| Almas                       |                              | Harald Pages       |
| Elias                       |                              | Peter Heinrich     |
| Hannes                      |                              | Sascha Draeger     |
| Ida                         |                              | Astrid Kollex      |
| Oliver                      |                              | Brigitte Böttrich  |
| Großmutter Henrietta        |                              | Marianne Kehlau    |

## Episodenliste
| Nr. | Deutscher Titel                  | Deutschsprachige Erstausstrahlung (D) |
| --- | -------------------------------- | ------------------------------------- |
| 1   | Der Nikolauswald                 | 24. Nov. 1993                         |
| 2   | Ein neues Leben                  | 25. Nov. 1993                         |
| 3   | Großvaters Erdbeertorte          | 26. Nov. 1993                         |
| 4   | Das Wiegenlied des Waldes        | 29. Nov. 1993                         |
| 5   | Großvater Elias                  | 30. Nov. 1993                         |
| 6   | Großmutter Henriettes Jahreszeit | 1. Dez. 1993                          |
| 7   | Ein Wintertag                    | 2. Dez. 1993                          |
| 8   | Die Flöte                        | 3. Dez. 1993                          |
| 9   | In den Farben des Regenbogens    | 6. Dez. 1993                          |
| 10  | Der Unabhängigkeitstag           | 7. Dez. 1993                          |
| 11  | Gefährlicher Schneesturm         | 8. Dez. 1993                          |
| 12  | Weihnachten                      | 9. Dez. 1993                          |
| 13  | Die Traumlichter                 | 10. Dez. 1993                         |
| 14  | Der Wald der Trolle              | 13. Dez. 1993                         |
| 15  | Elisa und die Kaninchen          | 14. Dez. 1993                         |
| 16  | Das geheimnisvolle Monster       | 15. Dez. 1993                         |
| 17  | Das Geheimnis des Kästchens      | 16. Dez. 1993                         |
| 18  | Das Polarlicht                   | 17. Dez. 1993                         |
| 19  | Aus dem Herrenhaus wird ein Wald | 20. Dez. 1993                         |
| 20  | Die Dankesbriefe                 | 21. Dez. 1993                         |
| 21  | Die Frühlingsboten               | 22. Dez. 1993                         |
| 22  | Das Schwanenfest                 | 23. Dez. 1993                         |
| 23  | Der Streit                       | 24. Dez. 1993                         |